# ألم الاعتلال العصبي
ألم الاعتلال العصبي (بالإنجليزية: Neuropathic pain) هو الألم الناجم عن تلف أو مرض مؤثر في الجهاز العصبي الحسي الجسدي. قد يرتبط ألم الاعتلال العصبي مع حالة الأحاسيس غير الطبيعية التي تُدعى عسر الحس أو مع الألم الناشئ عن تنبيه غير مؤلم في الحالات العادية (الألم الخيفي). قد يظهر ألم الاعتلال العصبي مكونات مستمرة و/أو دورية (انتيابية). تشبه الأخيرة ألم الطعن أو الصعق الكهربائي. تشمل الصفات الشائعة للألم كلًا من إحساس الحرق أو البرودة، وأحاسيس «الدبابيس والإبر»، والخدر والحكة.
تصل نسبة الإصابة بألم الاعتلال العصبي إلى 7-8% من سكان أوروبا، ويكون شديدًا لدى 5% منهم. قد يحدث ألم الاعتلال العصبي نتيجة اضطرابات في الجهاز العصبي المحيطي أو الجهاز العصبي المركزي (الدماغ والنخاع الشوكي). يمكن تقسيم ألم الاعتلال العصبي بالتالي إلى ألم الاعتلال العصبي المحيطي، وألم الاعتلال العصبي المركزي وألم الاعتلال العصبي المختلط (المحيطي والمركزي). يظهر ألم الاعتلال العصبي إما لوحده أو بالترافق مع أشكال أخرى من الألم. تركز العلاجات الطبية على تحديد السبب الكامن وتخفيف الألم. في حالات اعتلال الأعصاب، قد يتحول الألم إلى فقد الحساسية.

## السبب
يُلاحظ حدوث ألم الاعتلال العصبي المركزي في إصابات النخاع الشوكي، والتصلب المتعدد وبعض حالات السكتة الدماغية. يحدث ألم الاعتلال العصبي المحيطي بشكل شائع نتيجة السكري، والاضطرابات الأيضية، والعدوى بالهربس النطاقي، والاعتلالات العصبية المتعلقة بفيروس «إتش آي في»، والعيوب التغذوية، والذيفانات، وتظاهرات الخباثات البعيدة عن الورم الأولي، والاضطرابات المتوسطة مناعيًا والإصابات الرضية للجذع العصبي. يحدث ألم الاعتلال العصبي بشكل شائع في السرطانات كنتيجة مباشرة للسرطان على الأعصاب المحيطية (على سبيل المثال، الضغط الناتج عن الورم)، أو كأحد الآثار الجانبية للعلاج الكيميائي (اعتلال الأعصاب المحيطية المحرض بالعلاج الكيميائي) أو الإصابة الشعاعية أو الجراحة.

## المراضة المرافقة
يسبب ألم الاعتلال العصبي تأثيرات فيزيولوجية عميقة على الدماغ، إذ تتظاهر هذه التأثيرات كاضطرابات نفسية. تشير نماذج القوارض، التي يمكن من خلالها عزل التأثيرات الاجتماعية للألم المزمن عن العوامل الأخرى، إلى تسبب الألم المزمن المحرض بأعراض الاكتئاب والقلق، بالإضافة إلى وجود صلة مباشرة لبعض الدارات المحددة في الدماغ. قد يمتلك ألم الاعتلال العصبي علاقة ثنائية الاتجاه مع الاكتئاب، وقد يؤدي تخفيف الاكتئاب المرضي المرافق إلى بعض الفعالية العلاجية لمضادات الاكتئاب في ألم الاعتلال العصبي. يخلق ألم الاعتلال العصبي تأثيرات هامة على الرفاهية الاجتماعية، التي لا يجب تجاهلها. قد يختبر الأشخاص الذين يعانون من ألم الاعتلال العصبي صعوبات في العمل مع إظهار مستويات أعلى من العمل أثناء المرض، والتغيب عن العمل والبطالة، ومستويات أعلى من إساءة استخدام الأدوية (الذي قد يرتبط بمحاولة العلاج الدوائي الذاتي)، بالإضافة إلى صعوبات في التفاعل الاجتماعي. علاوة على ذلك، يُعد ألم الاعتلال العصبي غير المضبوط أحد عوامل خطر الانتحار الهامة. قد تسبب بعض فئات ألم الاعتلال العصبي تأثيرات ضارة خطيرة ما يحتم دخول المستشفى، على سبيل المثال، قد يظهر ألم العصب ثلاثي التوائم على شكل أزمة شديدة، إذ قد يختبر المريض صعوبة في الكلام، والأكل والشرب. نظرًا إلى إمكانية حدوث ألم الاعتلال العصبي كمراضة مترافقة مع السرطان، يمتلك في بعض الحالات تأثيرًا هامًا في حصر الجرعات على فئات محددة من العلاج الكيميائي.

## الأسباب الشائعة
- مرض السكري
- تعاطي الكحول
- مجهولة السبب (أي مع عدم وجود سبب واضح )
- أسباب ذات صلة مناعية
- التسمم (الكحول، والأدوية، والسموم الأخرى)
- الأمراض المعدية (فيروس نقص المناعة البشرية، والزهري، ومرض لايم، وغيرها)
- الامراض السرطانية أو الآثار الجانبية لعقاقير معينة من العلاج الكيميائي (على سبيل المثال، Oxaliplatin)
- اعتلال الأعصاب الجينية (الوراثية) (على سبيل المثال، شاركو ماري توث، المعروف أيضا باسم HMSN الأول)

الأسباب المحتملة الأخرى
- نقص فيتامين B1
- نقص فيتامين B12
- نقص فيتامين E
- مرض ريفسم (Refsum disease)
- متلازمة باسن (Abetalipoproteinemia)
- مرض فابري (Fabry disease)
- متلازمة ستراكان (Strachan-Syndrom)
- التهاب الأوعية الدموية (Vasculitis)
- الداء النشواني (Amyloidosis)
- التسمم بالكادميوم (Cadmium)
- التسمم بالثاليوم (Thallium)
- التسمم بالرصاص